# Prix Heinrich-Böll
Le prix Heinrich Böll (en allemand : Heinrich-Böll-Preis) est un prix littéraire attribué par la ville de Cologne dans la Rhénanie-du-Nord-Westphalie, en souvenir de l'écrivain Heinrich Böll (1917-1985), prix Nobel de littérature 1972, qui y est né. La récompense distingue, dans son ensemble, l'œuvre d'un auteur germanophone jugée fidèle à l'esprit de Böll et censée avoir apporté un nouveau souffle à la littérature allemande contemporaine.

## Description
Le prix a été attribué tous les ans de 1980 à 1993 et tous les deux ans ensuite. Il est doté d'un montant de 20 000 euros. Le jury qui remet cette distinction est composé de spécialistes : écrivains, critiques, éminents germanistes, professeurs et chercheurs en littérature... Les délibérations se déroulent sous la présidence du maire de la ville.
Parmi les plus célèbres lauréats, on compte notamment Hans Mayer, Uwe Johnson, Hans Magnus Enzensberger, Elfriede Jelinek, W. G. Sebald et Herta Müller.

## Lauréats
- 1980 : Hans Mayer
- 1981 : Peter Weiss
- 1982 : Wolfdietrich Schnurre
- 1983 : Uwe Johnson
- 1984 : Helmut Heissenbüttel
- 1985 : Hans Magnus Enzensberger
- 1986 : Elfriede Jelinek
- 1987 : Ludwig Harig
- 1988 : Dieter Wellershoff
- 1989 : Brigitte Kronauer
- 1990 : Günter de Bruyn
- 1991 : Rainald Goetz
- 1992 : Hans Joachim Schädlich
- 1993 : Alexander Kluge
- 1995 : Jürgen Becker
- 1997 : W. G. Sebald
- 1999 : Gerhard Meier
- 2001 : Marcel Beyer
- 2003 : Anne Duden
- 2005 : Ralf Rothmann
- 2007 : Christoph Ransmayr[1]
- 2009 : Uwe Timm[2]
- 2011 : Ulrich Peltzer
- 2013 : Eva Menasse
- 2015 : Herta Müller
- 2017 : Ilija Trojanow
- 2019 : Juli Zeh[3]
- 2021 : José F. A. Oliver[4]
- 2023 : Kathrin Röggla[5]